# Cyril Yapi
Cyril Soufiane Yapi est un footballeur français né le 18 février 1980 à Lorient (Morbihan). Il était milieu offensif.

## Biographie

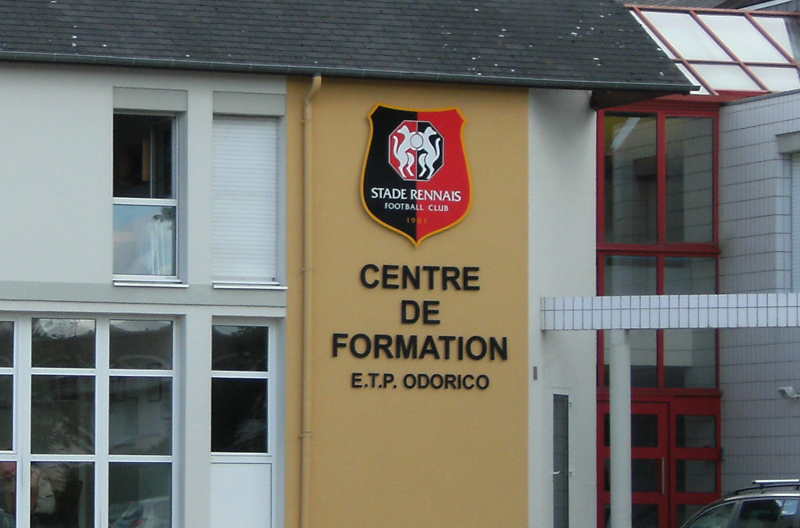
Cyril Yapi est formé au Stade rennais.

Originaire de Caudan dans le Morbihan, Cyril Yapi intègre le centre de formation du Stade rennais en juillet 1993.
En mai 1994, il dispute avec la sélection de la Ligue de Bretagne la phase éliminatoire de la Coupe Nationale des minimes, à Clairefontaine. Parmi ses coéquipiers, deux futurs professionnels : Mathieu Berson et François Masson.
Après avoir été sous contrat stagiaire, il signe son premier contrat professionnel, de quatre ans, en novembre 1998, puis dispute son premier match de Ligue 1 le 16 décembre 1998 lors d'un déplacement au Havre.
Il est prêté en 2000 au Stade lavallois, qui cède le jeune Grégory Bourillon (16 ans) en échange.
En septembre 2001 il dispute les Jeux méditerranéens avec une sélection française de joueurs de moins de 21 ans dirigée par Pierre Mankowski et dont les joueurs les plus notables sont Julien Stéphan, Florent Balmont, Nicolas Douchez et Sébastien Squillaci. Yapi joue deux matches comme titulaire et remporte la médaille de bronze.
En 2005, il est condamné à 15 ans de réclusion pour avoir tenté d'assassiner sa femme. 
Il rechausse les crampons en 2013 à l'Avenir Saint Servant sur Oust, club morbihannais où il assure également la fonction d'entraîneur de 2015 à 2019. 
Il est membre de l'association des anciens joueurs du Stade rennais, avec laquelle il participe à des matches de gala à but caritatif. 
En 2019 il est de retour à Caudan Sport, club où il avait évolué en jeunes. Il joue au poste de défenseur central et porte le brassard de capitaine.

## Carrière
- 1993-2003 : Stade rennais  France
- → 2000-2001 : Stade lavallois  France
- 2003-2004 : Côme Calcio 1907  Italie[9]
- 2013-2018 : Avenir Saint-Servant-sur-Oust  France
- 2019-2020 : Caudan Sport Football (1ère Division de District du Morbihan)

## Palmarès
- Médaille de bronze en 2001 aux Jeux Méditerranéens
- Champion de PH en 2017 avec l'Avenir Saint-Servant-sur-Oust

## Vie personnelle
Son frère Romaric Yapi est joueur de l'équipe U17 du Paris SG en 2017.